# Brauner Laubfresser
Der Braune Laubfresser (Lumbricus castaneus) ist eine Art aus der Familie der Regenwürmer.

## Merkmale

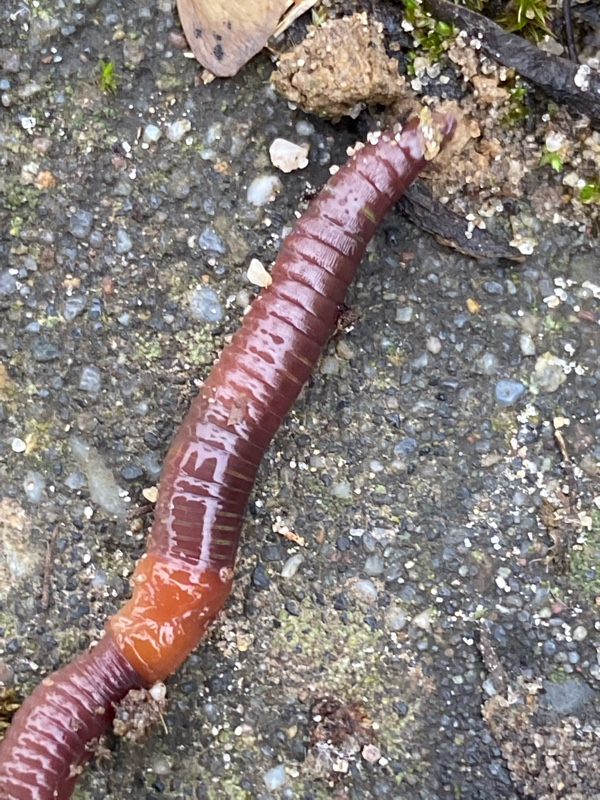
Vorderende eines Braunen Laubfressers mit dem Gürtel (Clitellum)

Die Art erreicht in England eine Körperlänge von 30 bis 45, selten bis 70 Millimeter, bei einem Durchmesser von 2 bis 4 Millimeter. Ähnliche Werte von 30 bis 50, meist unter 35 Millimeter, bei einem Durchmesser von 3 bis 5 Millimeter, werden im nordamerikanischen Ontario angegeben. Die Angaben für die Art aus Ungarn sind 30 bis 85 Millimeter, bei einem Durchmesser von 3 bis 5 Millimeter. Die Körpergröße bei Regenwürmern hängt dabei vom erreichten Lebensalter ab, da die Tiere lebenslang, durch die Bildung neuer Segmente am Hinterende, an Größe gewinnen können. Die angegebenen Segmentzahlen sind 85 bis 90 (selten ab 72, bis 100) in England, 70 bis 100 in Ontario, aber 95 bis 120 in Ungarn. Der Braune Laubfresser ist damit ein mittelgroßer Regenwurm, unter den verbreiteten Arten seiner Gattung etwa gleich groß zu Lumbricus rubellus, aber deutlich kleiner als Lumbricus terrestris. Die Art ist, aufgrund der oberflächennahen Lebensweise, kräftig pigmentiert. Die Farbe wird angegeben als rotbraun, kastanienbraun bis violettbraun, meist mit irisierendem Schimmer, in Ungarn dunkel rotviolett. Die Unterseite ist im Regelfall etwas heller gefärbt. Eine sichere Unterscheidung zum ähnlichen Lumbricus rubellus, genannt „Roter Waldregenwurm“, nur anhand der Farbe ist nicht möglich.
Wie typisch für alle Arten der Gattung Lumbricus gehört der Braune Laubfresser zu den Regenwürmern mit sog. tanylobem Prostomium, d. h. der Kopflappen am ersten, borstenlosen, Körpersegment, der die Mundöffnung überwölbt, erreicht nach hinten die Intersegmentalfurche, d. h. er teilt das erste Segment. Geschlechtsreife Würmer weisen den für alle Regenwürmer charakteristischen drüsig angeschwollenen Gürtel (Clitellum) auf, dieser sitzt bei der Art auf den Segmenten 28 bis 33. Das ist ein wichtiger Unterschied zu Lumbricus rubellus, bei dem das Clitellum von Segment 27 bis 32 reicht, d. h. ein Segmenent weiter vorn sitzt. Selten kommen aber auch bei Lumbricus castaneus einzelne Individuen mit Clitellum ab dem 27. Segment vor. Das Clitellum ist sattelförmig, die sog. Pubertätsleisten auf der Ventralseite bilden schmale Bänder vom 29, bis 32. Segment. Die ersten Dorsalporen (am Grund der Intersegmentalfurchen einmündende Poren in der Rückenmitte) sitzen zwischen dem fünften und sechsten, dem sechsten und siebten, selten ein Segment weiter hinten zwischen dem siebten und achten Segment.
Weitere Merkmale der Art sind: Die acht Borsten (Setae) jedes Segments sitzen in den Segmenten hinter dem Gürtel (Clitellum) paarweise sehr nahe benachbart. Die männlichen Geschlechtsporen sind unscheinbar, nicht von einem drüsigen Hof umgeben, sie sitzen im Segment 15. Die Öffnungen der Spermatheken liegen in den Furchen zwischen den Segmenten 9, 10 und 11, die männlichen Geschlechtsdrüsen (Testes) in den Segmenten 10 und 11.

## Ökologie und Lebensweise
Lumbricus castaneus gehört zu den Regenwurmarten, die vor allem in der Streuschicht, der organischen, humosen Auflage aus zersetzendem Pflanzenmaterial leben, den sogenannten epigäischen Regenwurmarten. Er kommt auch im humosen Oberboden bis zu etwa 8 Zentimetern Tiefe vor. Er wird angegeben vor allem in humosen Böden (mit hohem Humusgehalt), Laubstreu und Humus bilden sowohl den Lebensraum wie auch die Nahrungsgrundlage. Die Kotballen werden überwiegend an der Erdoberfläche abgesetzt. Zum Abbau von Cellulose produziert er Cellulase. Die durchschnittliche Verdauungszeit beträgt 3 bis 6 Stunden. Die Art kommt auch in relativ sauren Böden vor, beobachtet wurden Vorkommen in Böden mit pH-Werten von 3,9 bis 8,4. Zu den besiedelten Habitaten zählen Wälder (auch Nadelwälder), Sümpfe und Ufer, Gärten, Parks und Ackerland, meist in relativ feuchten Böden. Gelegentlich findet man ihn in zersetzen Baumstubben im morschen Totholz. Gelegentlich findet man Ansammlungen von Tieren in und unter Schafdung. Unter schlechten (trockenen) Bedingungen können sich Braune Laubfresser 1–1,5 Meter unter die Oberfläche zurückziehen.
Die Art ist, wie typisch für Regenwürmer, ein obligater, simultaner Zwitter. Zur Reproduktion ist aber eine Paarung erforderlich, es kommt nicht zur Selbstbefruchtung. Die Paarung erfolgt unterirdisch. Die abgesetzten Kokons mit den Eiern sind 1,9 bis 3 Millimeter lang, eiförmig und matt mit blass olivbrauner Färbung. Untersuchte Würmer der Art setzten 42 bis 106 Kokons pro Jahr ab. Die Art kann ausgeprägte Dürreperioden im Eistadium in den Kokons überleben, wenn der Boden für die Würmer selbst durch Trockenheit nicht mehr besiedelbar wäre.

## Verbreitung
Die Art ist natürlich verbreitet in der westlichen Paläarktis. In Europa ist er weit verbreitet, fehlt aber im Süden der Iberischen Halbinsel und im größten Teil Skandinaviens. In Deutschland ist er überall verbreitet und häufig. Die Art wurde vom Menschen nahezu weltweit verschleppt und ist in temperaten Klimazonen heute fast überall anzutreffen. So ist er heute recht häufig im östlichen Nordamerika. Eingeschleppte Vorkommen sind so auch von isolierten Inseln (Island, Neuseeland, St. Helena) bekannt.

## Taxonomie und Systematik
Die Art wurde von Marie Jules César le Lorgne de Savigny, als Enterion castaneum, im Jahr 1826 erstbeschrieben. Es gibt zahlreiche ältere Synonyme, die aber seit langer Zeit außer Gebrauch sind. Es werden heute keine Unterarten mehr anerkannt. Im Gegensatz zu anderen Regenwurmarten, auch aus derselben Gattung Lumbricus, wurde bei genetischer Untersuchung kein Hinweis auf Kryptospezies innerhalb dieser Art gefunden.